# Morpheus

Morpheus und Iris. Pierre Narcisse Guérin, 1811

Morpheus (griechisch Μορφεύς Morpheús, von μορφή morphḗ, deutsch ‚Gestalt‘) ist ein Gott der Träume (Oneiroi) in der griechischen Mythologie. Er ist ein Sohn des Hypnos, des Gottes des Schlafs.

## Beschreibung

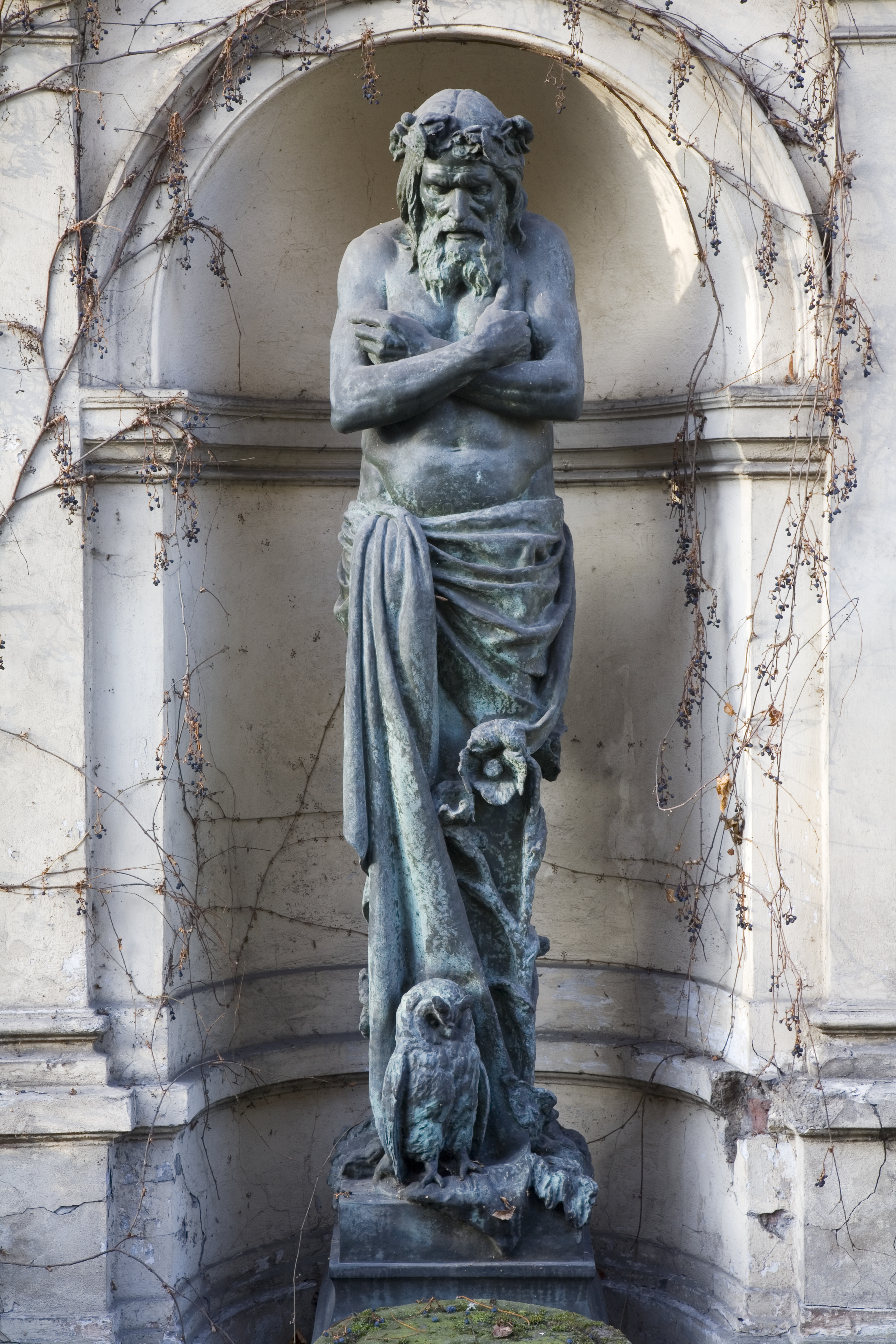
Morpheus, Teofila Certowicz, 1889, Nationalmuseum in Krakau

Er kann sich in jede beliebige Form verwandeln und in Träumen erscheinen. Auch das Auftreten als Fledermäuse wird beschrieben. In den Metamorphosen Ovids werden Morpheus und die Brüder Phobetor und Phantasos Oneiroi, die Traumdämonen genannt. Dabei kann Morpheus sich aller menschlichen Gestalten bemächtigen, während Phobetor Tiere und Phantasos Naturgewalten nachahmen. Die drei genannten Traumgötter zählen zu den mächtigsten der Oneiroi, wobei Morpheus der Anführer ist. Sie senden ihre Träume hauptsächlich an Könige und Herrscher, im Gegensatz zu weiteren Brüdern, den anderen Traumdämonen. Dabei überbringen sie Botschaften der Götter. Morpheus und die Oneiroi sind entweder Söhne oder Brüder des Hypnos, somit Enkel oder Söhne der Nyx, der Nacht.
Sein Bett besteht aus Elfenbein und ist in einer dunklen Höhle gelegen. Des Weiteren wird als Wohnort die Höhle seines Vaters Hypnos genannt oder der Teil der Unterwelt Erebos. In manchen Sagenkreisen wurde er auch zusätzlich als Gott des einschlafenden Sterbens verehrt.
Sein Symbol ist die Kapsel des Schlafmohns, aus der Opium hergestellt werden kann. Nach Morpheus ist das erstmals 1804 isolierte Opiat Morphin benannt. Manche Forscher meinen, der Sandmann im Volksmund sei ein Überbleibsel dieser Figur.

## Mythos
Hera bittet Morpheus Vater Hypnos, die Nachricht über den Tod des Keyx auf hoher See an dessen Frau Alkyone zu überbringen. Der Schlafgott gibt diesen Auftrag aber an Morpheus weiter, da dieser sich der Gestalt des Keyx im Traum bemächtigen kann. Morpheus nimmt die Gestalt an und überbringt Alkyone die Nachricht.